# Fahéjszínű zsírosbagoly

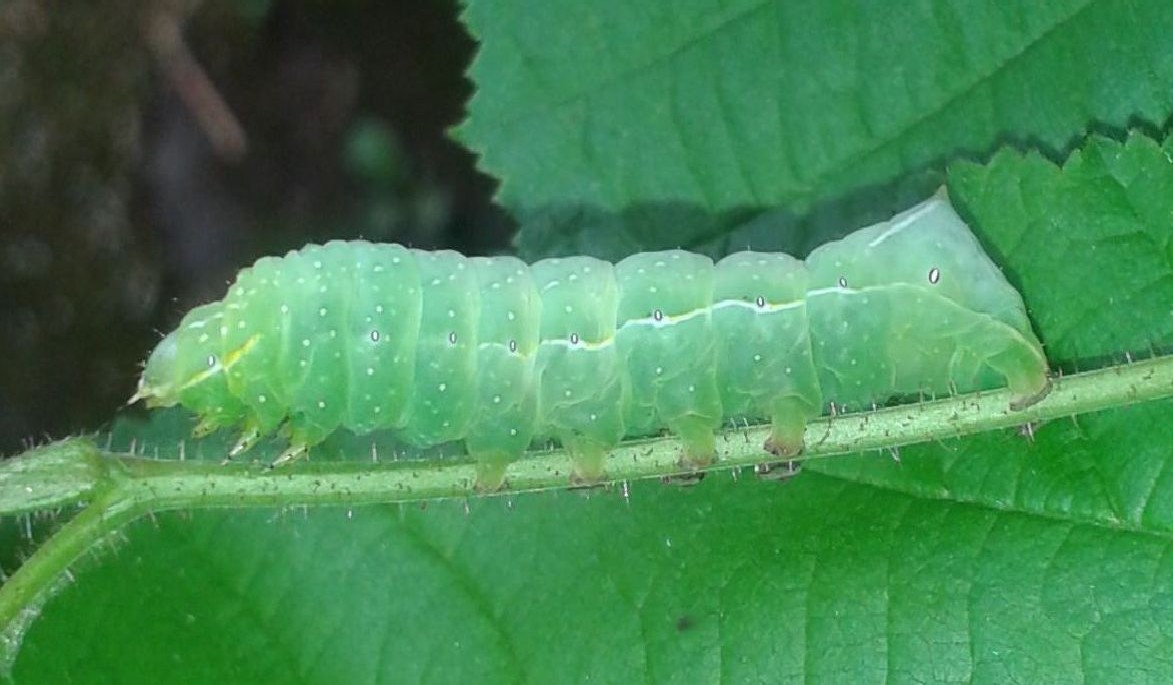
Hernyó

A fahéjszínű zsírosbagoly (Amphipyra pyramidea) a rovarok (Insecta) osztályának a lepkék (Lepidoptera) rendjébe, ezen belül a bagolylepkefélék (Noctuidae) családjába tartozó faj.

## Előfordulása
Európa, Ázsia mérsékelt égövi részén elterjedt az erdőkben , parkokban és kertekben.

## Megjelenése
Szárnyfesztávolsága 40-52 milliméter.  Az első szárnyai szürke-barna mintásak, középső részük fekete.  Szárnyvégen vékony, néha szaggatott, fehér "nyakkendő". A szárny felső részén a sarkokban egy kicsi, fehér, fekete maggal ellátott gyűrű látható. A hernyók átlag 42 milliméter hosszúak. Kékes-zöld színűek sok fehér folttal, hátul egy kicsit világosabb színű, ezért ezeket a levelek alján nehéz megtalálni.

## Életmódja
Egy nemzedéke van évente, ami július közepétől október elejéig repül. A hernyók  májustól július elejéig jelennek meg.A hernyók tápnövényei a különböző lombhullató fák és cserjék, mint például a fűz (Salix caprea), közönséges mogyoró (Corylus avellana), málna (Rubus idaeus), hegyi juhar (Acer pseudoplatanus) és a kőris (Fraxinus excelsior).

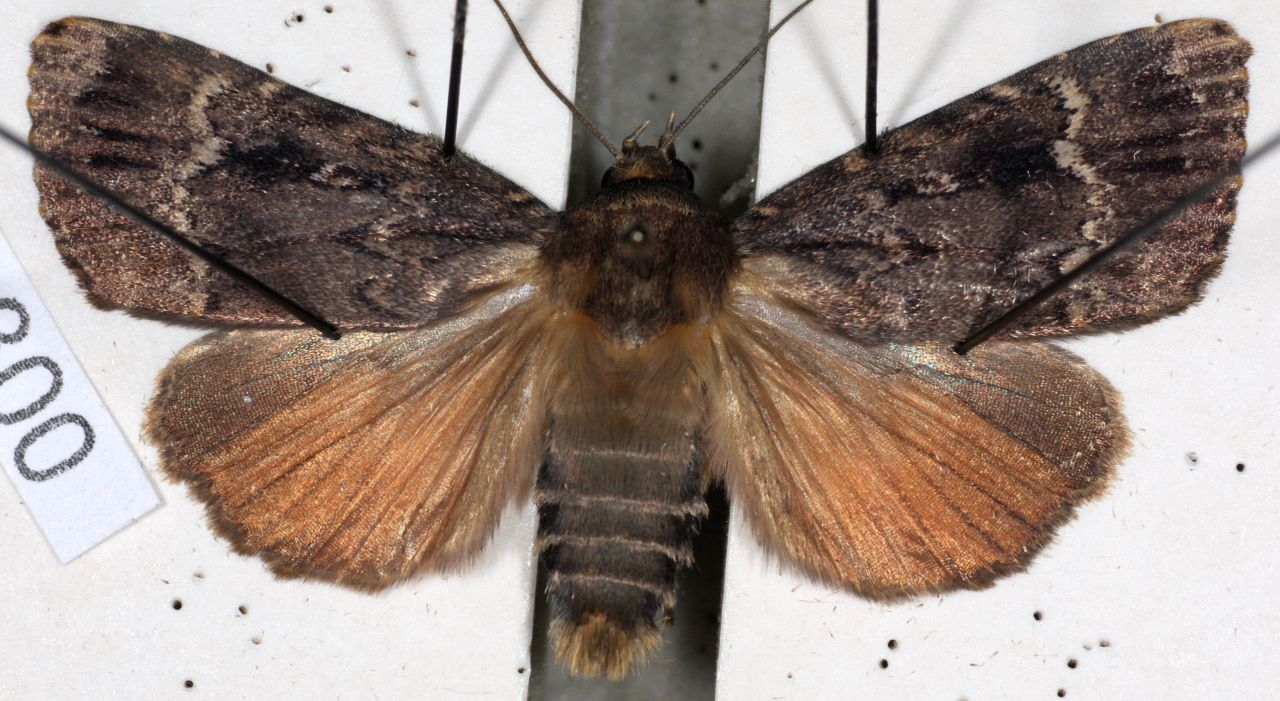
Imágó

## Fordítás
Ez a szócikk részben vagy egészben  a   Pyramideneule című német Wikipédia-szócikk fordításán alapul.  Az eredeti cikk szerkesztőit annak laptörténete sorolja fel. Ez a jelzés csupán a megfogalmazás eredetét és a szerzői jogokat jelzi, nem szolgál a cikkben szereplő információk forrásmegjelöléseként.